# Campiglossa kanabaina
Campiglossa kanabaina är en tvåvingeart som först beskrevs av Munro 1957.  Campiglossa kanabaina ingår i släktet Campiglossa och familjen borrflugor.
Artens utbredningsområde är Uganda. Inga underarter finns listade.